# Пападопулос, Яннис
Яннис Пападопулос (греч. Γιάννης Παπαδόπουλος; род. 12 апреля 1988) — греческий шахматист, гроссмейстер (2009).

## Шахматная карьера
Чемпион Греции 2007 года.
В составе национальной сборной участник 3-й юношеской шахматной олимпиады (2003) в г. Денизли.
Участник 47-го чемпионата мира среди юниоров (2008) в г. Газиантепе и 2-х личных чемпионатов Европы (2008—2009).
В составе различных клубов многократный участник командных чемпионатов Греции (1996, 2001, 2003—2009, 2012—2014). Завоевал 4 медали в индивидуальном зачёте: 1 золотую (2004), 1 серебряную (2003) и 2 бронзовые (2001, 2005).
По состоянию на апрель 2022 года не входил в число активных греческих шахматистов и занимал 33-ю позицию в национальном рейтинг-листе.

## Спортивные достижения
| Год  | Город     | Турнир                | + | − | = | Результат | Место |
| ---- | --------- | --------------------- | - | - | - | --------- | ----- |
| 2007 | Игуменица | 57-й чемпионат Греции | 7 | 1 | 1 | 7½ из 9   | 1     |
| 2008 | Родос     | 58-й чемпионат Греции | 3 | 2 | 5 | 5½ из 10  | 7     |

## Изменения рейтинга
| Графики недоступны из-за технических проблем. См. информацию на Фабрикаторе и на mediawiki.org. |